# Leftfield
 (janvier 2014).
Si vous disposez d'ouvrages ou d'articles de référence ou si vous connaissez des sites web de qualité traitant du thème abordé ici, merci de compléter l'article en donnant les références utiles à sa vérifiabilité et en les liant à la section « Notes et références ».
Leftfield est un groupe de musique électronique britannique, formé en 1989 à Londres en Angleterre. Le groupe est initialement composé de Paul Daley et Neil Barnes, avant le départ de Daley en 2002, menant à la dissolution du groupe, puis à son retour avec Barnes seul aux commandes en 2010.
Ils ont été parmi les premiers à fusionner la house avec le dub et le reggae donnant ainsi naissance à la house progressive. Ils ont été des précurseurs dans l'intégration de voix dans la musique électronique.
En 1995, leur album Leftism est parvenu à se hisser à la troisième place des ventes au Royaume-Uni. En 1999, l'album Rhythm And Stealth a atteint la première place des charts anglais.

## Discographie

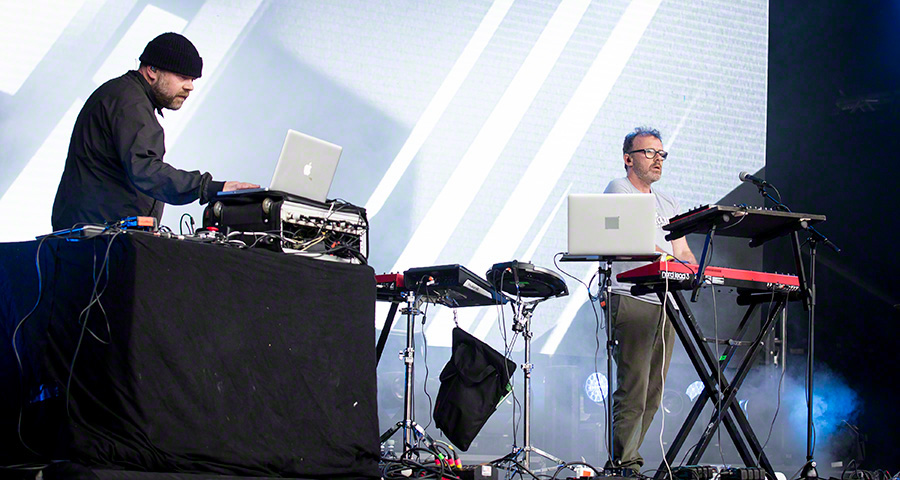
Leftfield en concert en 2016 (Neil Barnes à droite)

### Albums studio
- 1995 - Leftism
- 1999 - Rhythm And Stealth
- 2015 - Alternative Light Source
- 2022 - This Is What We Do

### Compilations et albums live
- 2005 - A Final Hit - Greatest Hits
- 2012 - Tourism (Concert enregistré en Australie en 2011)

## Utilisations dans les médias
- A Final Hit a été utilisé dans la BO du film Trainspotting en 1996.
- Open Up est présent dans la BO de Hackers.
- Snakeblood a été utilisé pour la BO de The Beach (La Plage).
- Afrika Shox se trouve dans la BO de Vanilla Sky.
- Afro-Ride est inclus dans la bande son du jeu vidéo à succès Wipeout en 1995.
- Shallow Grave fait partie de la BO du film Petits meurtres entre amis en 1994.